# Œuilly (Marna)
Œuilly – miejscowość i gmina we Francji, w regionie Grand Est, w departamencie Marna.
Według danych na rok 1990 gminę zamieszkiwały 583 osoby, a gęstość zaludnienia wynosiła 63 osób/km².